# Иоганн III Саксен-Веймарский
Иоганн III Саксен-Веймарский (нем. Johann III von Sachsen-Weimar; 22 мая 1570, Веймар — 31 октября 1605, Веймар) — герцог Саксен-Веймарский.

## Биография
Иоганн был вторым сыном саксен-веймарского герцога Иоганна Вильгельма и Доротеи Сусанны Пфальцской. Когда в 1573 году умер отец, Фридрих Вильгельм был ещё слишком мал, поэтому было назначено регентство; чтобы изолировать детей от влияния матери регентом стал курфюрст Саксонии Август. Старший брат Фридрих Вильгельм стал править самостоятельно с 1586 года. Иоганн отказался от права на соправление в обмен на ежегодную сумму денег и округа Альтенбург, Айзенберг и Роннебург. Он предпочитал заниматься науками и искусством, однако по законам Эрнестинской линии Веттинов был введён в правительство герцогства.
В 1591 году старший брат стал регентом при малолетнем курфюрсте Саксонии Кристиане II и переехал в Торгау, полностью передав управление герцогством в руки Иоганна. В 1602 году Фридрих Вильгельм умер, а его дети были ещё малы, и Иоганну пришлось стать правителем герцогства в качестве регента при малолетних племянниках. В 1603 году племянники потребовали себе собственные уделы, но Иоганн отказался пойти им навстречу. Тем не менее, они в итоге договорились о разделе семейных земель: часть герцогства с Веймаром осталась у Иоганна, а сыновья Фридриха Вильгельма получили Саксен-Альтенбург.

## Семья и дети
7 января 1593 года Иоганн женился в Альтенбурге на Доротее Марии Ангальтской. У них родилось двенадцать детей:
- Иоганн Эрнст (1594—1626), герцог Саксен-Веймарский
- Кристиан Вильгельм (1595)
- Фридрих (1596—1622)
- Иоганн (1597—1604)
- Вильгельм (1598—1662) — герцог Саксен-Веймарский, женат на Элеоноре Доротее Ангальт-Дессауской
- мертворождённый (1598), близнец Вильгельма
- Альбрехт (1599—1644), женат на Доротее Саксен-Альтенбургской
- Иоганн Фридрих (1600—1628)
- Эрнст I (1601—1675), женат на Елизавете Софии Саксен-Альтенбургской, после раздела наследства в 1640 году герцог Саксен-Готский
- Фридрих Вильгельм (1603—1619)
- Бернгард (1604—1639), герцог Франконии, военачальник
- Иоганна (1606—1609).